# Vektorfunktion
En vektorfunktion er en funktion der tager en vektor som input og returnerer en vektor. Lad f.eks.
{\displaystyle f(x,y)=(3x+y^{2};7-y)\!}.
Så er
{\displaystyle f(1,2)=(3\cdot 1+2^{2};7-2)=(7;5)}.
NB. ved {\displaystyle (1,2)\!} forstås en 2-dimensionel vektor "{\displaystyle (1,2)\!}", ikke decimaltallet 1,2.
Både den vektor der bruges til input og den som returneres, kan være af vilkårlig heltallig dimension for en given funktion.
En vektorfunktions koordinater, der fremkommer ved beregning, er alle koordinater for stedvektoren.
En n-dimensionel vektorfunktion kan også forstås som en funktion bestående af n reele funktioner. F.eks. {\displaystyle x(t)} og {\displaystyle y(t)}for en todimensionel vektorfunktion hvor {\displaystyle t} er tiden. I dette tilfælde opskrives funktionsforskriften ofte
{\displaystyle f(t)={x(t) \choose y(t)}}.
En partikels bane kan derved udtrykkes som en vektorfunktion, hvis koordinater styres af tiden. Begreber som hastighed, fart og acceleration kan da føjes til vektorfunktionen.

## Afledning af en vektorfunktion
En vektorfunktion bestående af kontinuerte koordinatfunktioner differentieres ved at differentiere hver koordinatfunktion.
F.eks. for en todimensional vektorfunktion er
{\displaystyle f'(t)={x'(t) \choose y'(t)}}.
Ud fra denne kan hastighed, fart og acceleration af en partikel der følger kurven udregnes.
{\displaystyle f'(t_{0})}: Hastigheden (hældningen) i punktet {\displaystyle t_{0}}
{\displaystyle |f'(t_{0})|}: Farten i punktet {\displaystyle t_{0}}
{\displaystyle f''(t_{0})}: Accelerationen i punktet {\displaystyle t_{0}}

## Bøger
- Carstensen, Jens & Frandsen, Jesper (1985): Matematik 2 - Matematik for gymnasiets matematisk-fysiske gren. Forlaget Systime, Herning. ISBN 87-7351-287-7
- Schultz, Jonny (1990): Matematik højniveau 1 - plangeometri og rumgeometri. Forlaget Trip, Vejle. ISBN 87-88049-16-7 s. 29-53